# Comuna Sahaidak, Șîșakî
Sahaidak (în ucraineană Сагайдак) este o comună în raionul Șîșakî, regiunea Poltava, Ucraina, formată din satele Ciornobaii, Dmîtrivka, Kîrpotivka, Leșceanî, Luți, Prînțeve, Sahaidak (reședința) și Salîmivșciîna.

## Demografie
Componența lingvistică a comunei Sahaidak
     Ucraineană (98,88%)
     Rusă (1,12%)
Conform recensământului din 2001, majoritatea populației comunei Sahaidak era vorbitoare de ucraineană (98,88%), existând în minoritate și vorbitori de rusă (1,12%).